# Селія Джонсон
Дама Селія Елізабет Джонсон (англ. Celia Johnson, 18 грудня 1908 — 25 квітня 1982) — британська акторка.
Селія Джонсон почала свою акторську кар'єру на театральній сцені у 1928 році, а потім досягла успіху у Вест-Енді і на Бродвеї. Окрім цього вона декілька разів появилась і на великому екрані, де досягла найбільшого успіху у 1945 році, коли за роль в кінокартині «Коротка зустріч» була номінована на «Оскар» за найкращу жіночу роль. Акторка п'ять разів ставала номінанткою на престижну премію «BAFTA» і двічі її вигравала за ролі у фільмі «Розквіт міс Джин Броді» (1969) та телесеріалі «Гра на сьогодні» (1973).
Більшу частину своєї акторської кар'єри вона провела на телебаченні і в театрі, де грала аж до своєї несподіваної смерті від інсульту у 1982 році, який трапився у неї під час гри з друзями в бридж.

## Нагороди
- BAFTA

1970 — «Найкраща акторка другого плану» («Розквіт міс Джин Броді»)
1974 — «Найкраща акторка на телебаченні» («Гра на сьогодні»)

## Фільмографія
- 1944: Цей щасливий народ / This Happy Breed — Етель Гіббонс
- 1945: Коротка зустріч / Brief Encounter — Лора Джессон
- 1969: Розквіт міс Джин Броді / The Prime of Miss Jean Brodie — Міс Макей
- 1978: Знедолені / Les Misérables — Симпліція, черниця